# Tom McCamus
Tom McCamus (* 25. Juli 1955 in Winnipeg, Manitoba) ist ein kanadischer Schauspieler im  Film und Theater.

## Leben und Leistungen
McCamus erblickte in Winnipeg das Licht der Welt. Sein älterer Bruder heißt Steve. Er wuchs ab dem Alter von zehn Jahren in der kanadischen Stadt London, in der Provinz Ontario, auf. Dort besuchte er die Oakland Secondary School. 1977 schloss er die University of Windsor in der Stadt Windsor als Bachelor of Fine Arts (BFA) ab.
Im Kino war McCamus erstmals in der Komödie Crazy Balloon (1989) zu sehen, wo er unter Regisseur Paul Donovan die Hauptrolle spielte. 1994 gewann McCamus den Dora Mavor Moore Award für seinen Auftritt im Stück Abundance von Beth Henley. Er ist Mitglied der Theatergruppen des Shaw Festivals und des Stratford Festivals. In der kanadischen Stadt Stratford trat er 1994 und 1995 als Edmund Tyrone im Theaterstück Eines langen Tages Reise in die Nacht von Eugene O’Neill auf. Auf der Bühne verkörperte er unter anderem die Titelrollen in den Stücken Peter Pan von J. M. Barrie und in Androkolus und der Löwe von George Bernard Shaw, den Macheath in Die Dreigroschenoper von Bertolt Brecht, Horatio und später Hamlet in Hamlet und Richard in Richard III., beides von William Shakespeare.
McCamus ist mit der Theaterschauspielerin Chick Reid verheiratet. Zusammen traten sie wiederholt im Theater auf, z. B. in Love Letters von Albert Ramsdell Gurney und The Passion Of Narcisse Mondoux von Gratien Gélinas.
Weiters stellte McCamus in seiner Berufslaufbahn über 50 Rollen in Serien, Fernseh- und Kinofilmen dar, etwa im zweifach Oscar-nominierten Filmdrama Das süße Jenseits (1997) von Atom Egoyan mit Ian Holm und Bruce Greenwood und im Filmdrama Das Reich und die Herrlichkeit (2000) von Michael Winterbottom mit Peter Mullan und Milla Jovovich. In der Science-Fiction-Serie Mutant X ist er als Bösewicht Mason Eckhart zu sehen.
Einen Genie Award sowie eine Auszeichnung beim Mystfest erhielt McCamus im Jahr 1993 für die Hauptrolle im Filmdrama Harter Mann in Uniform. 1997 verlieh ihm, gemeinsam mit dem Schauspiel-Ensemble, das National Board of Review den NBR Award für Das süße Jenseits. 2006 gewann McCamus für seine schauspielerische Leistung einen Gemini Award und einen ACTRA Award für Waking Up Wally: The Walter Gretzky Story. Er wurde auch bei verschiedenen Preisen nominiert.

## Filmografie (Auswahl)
- 1985: Der Kuckuck (The Cuckoo Bird)
- 1989: Crazy Balloon (Norman's Awesome Experience)
- 1993: Jenseits der Unschuld (Guilty as Sin)
- 1993: Harter Mann in Uniform (I Love a Man in Uniform)
- 1994: Im Netz des Wahnsinns (I Know My Son Is Alive)
- 1994, 1995: Side Effects – Nebenwirkungen (Side Effects, Fernsehserie, 3 Folgen)
- 1996: Kuss des Todes (First Degree)
- 1997: Das süße Jenseits (The Sweet Hereafter)
- 2000: Das Reich und die Herrlichkeit (The Claim)
- 2000: Possible Worlds
- 2001–2003: Mutant X (26 Folgen)
- 2002: Riders
- 2004: Bekenntnisse einer Highschool-Diva (Confessions of a Teenage Drama Queen)
- 2004: Ginger Snaps III – Der Anfang (Ginger Snaps Back: The Beginning)
- 2003–2005: The Eleventh Hour (3 Folgen)
- 2005: Waking Up Wally: The Walter Gretzky Story
- 2009: Murdoch Mysteries (Fernsehserie, 1 Folge)
- 2010: Rookie Blue (Fernsehserie, 1 Folge)
- 2012: Der Samariter – Tödliches Finale (The Samaritan)
- 2014, 2015: Orphan Black (Fernsehserie, 5 Folgen)
- 2015: Raum (Room)
- 2015: Saving Hope (Fernsehserie, 1 Folge)
- 2018: Anne with an E (Fernsehserie, 1 Folge)
- 2019: Coriolanus